# Досифей (Протопопов)
Архиепископ Досифе́й (в миру Дми́трий Алексе́евич Протопо́пов; 16 октября 1866, село Мольгино, Сычёвский уезд, Смоленская губерния — 25 марта 1942, Саратов) — епископ Православной российской церкви, архиепископ Саратовский и Царицынский.

## Биография
Родился 16 октября 1866 года Сычёвского уезда Смоленской губернии в семье священника.
По окончании Смоленской духовной семинарии в 1887 году поступил в Московскую духовную академию, которую окончил в 1891 году со степенью кандидата богословия.
В сентябре того же года определён преподавателем Смоленского женского епархиального училища.
В 1894 года рукоположён во иерея, назначен законоучителем мужской прогимназии города Егорьевска Рязанской губернии. С 1903 года преподавал Закон Божий в Егорьевской женской гимназии.
В 1903 году овдовел. В 1904 году пострижен в монашество с именем Досифей. С июля того же года служил при Рязанском архиерейском доме. В октябре назначен смотрителем Раненбургского духовного училища (Рязанская губерния).
В марте 1905 году переведён инспектором в Новгородскую духовную семинарию.
В апреле 1906 года возведён в сан архимандрита и назначен ректором Смоленской духовной семинарии.
18 января 1909 года в саратовском Александро-Невском кафедральном соборе хиротонисан во епископа Вольского, викария Саратовской епархии. Настоятель Хвалынского Свято-Троицкого миссионерского мужского монастыря (1909).
В 1910 году награждён орденом святого Владимира 3-й степени
В 1913 году временно управлял Уфимской епархией.
14 августа 1917 года избран епархиальным собранием правящим архиереем Саратовской и Царицынской епархии, получив 248 из 277 голосов делегатов. 25 августа его избрание было утверждено Синодом.
Член Поместного собора Православной российской церкви 1917—1918 годов, участвовал в 1-й и 3-й сессиях, член III, V, VII отделов.
С 4 октября 1918 года в связи с образованием Царицынской епархии именовался епископом Саратовским и Петровским.
В 1919 году был заключён на 4 месяца в саратовскую тюрьму в качестве заложника.
В 1920 году возведён в сан архиепископа. Пользовался уважением верующих жителей Саратова.
Выступил против обновленчества. По воспоминаниям прихожан Духосошественского собора, в начале богослужения, проводившегося обновленческими священниками, архиепископ Досифей, молившийся в одном из его приделов, покинул храм. Вслед за ним ушли большинство прихожан.
В апреле 1922 года арестован по групповому делу о сопротивлении изъятию церковных ценностей. Первоначально находился под домашним арестом в архиерейском доме, в июне переведён в саратовскую тюрьму. В феврале 1923 года привлекался в качестве свидетеля по делу Патриарха Тихона. В том же году осуждён Саратовским губернским ревтрибуналом на 5 лет лишения свободы. Отбывал срок в Бутырской тюрьме в Москве и в Томском округе. В заключении не терял силы духа.
Освобождён досрочно. 6 марта 1926 года вернулся к управлению епархией.
В начале 1927 года упоминается в сане архиепископа. В феврале того же года приговорён к трём годам ссылки.
27 октября 1927 года уволен на покой в числе прочих архиереев, находившихся в заключении и ссылке.
В январе 1929 года пребывал в Покровске.
В 1930 году поселился в Саратове в доме митрополита Серафима (Александрова). В последние годы жил в большой бедности и вынужден был просить милостыню вместе с нищими в соборе.
Скончался 25 марта 1942 в Саратове. Похоронен на Воскресенском кладбище. Известны случаи благодатной помощи Божией после молитвы на его могиле.